# When My Ship Comes In
When My Ship Comes In es un corto de animación estadounidense de 1934, de la serie de Betty Boop. Fue producido por los estudios Fleischer y distribuido por Paramount Pictures. En él aparece Betty Boop.

## Argumento
Betty escucha en su casa por la radio una carrera de caballos en la que ella ha apostado. El caballo ganador Sleepyhead, es también por el que ella ha apostado, y gana un millón de dólares. Enseguida empieza a pensar en todas las cosas que puede hacer con ese dinero: repartirlo con sus semejantes, con los más desprotegidos y activar así la economía de Estados Unidos.

## Producción
When My Ship Comes In es la trigésima quinta entrega de la serie de Betty Boop y fue estrenada el 21 de diciembre de 1934.